# Guinée saumon
Elops hawaiensis
Espèce
Statut de conservation UICN

 DD  : Données insuffisantes
La guinée saumon est une espèce de poissons téléostéens du super-ordre des Elopomorpha, de la famille des Elopidae et que l'on trouve dans l'ensemble du Pacifique central occidental.